# 小竹山
31°24′28″N 120°14′01″E / 31.40774°N 120.23367°E
小竹山，又称小笠山、竹山渚，是一座位于中华人民共和国江苏省无锡市滨湖区的一个山丘。以其为代表，组成了南泉湿地公园。

## 特点
小竹山是一个高20米的独立山丘，其延至太湖边，因山上原多竹林而闻名。山下原有采矿厂。2009年，无锡市人民政府修建贡湖湾湿地公园一期工程2标段，将小竹山一并纳入工程项目。

## 图库

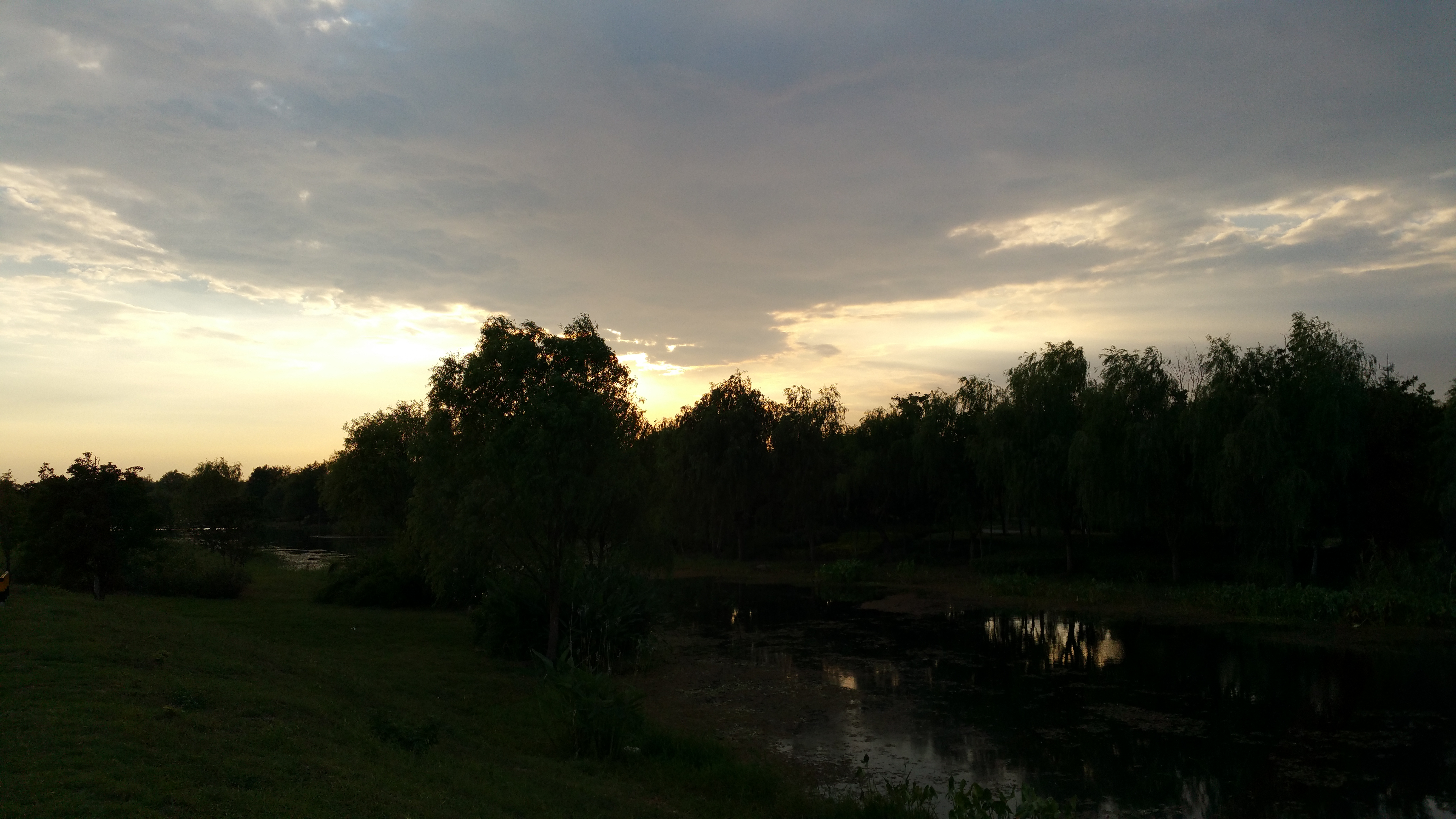
山林风景
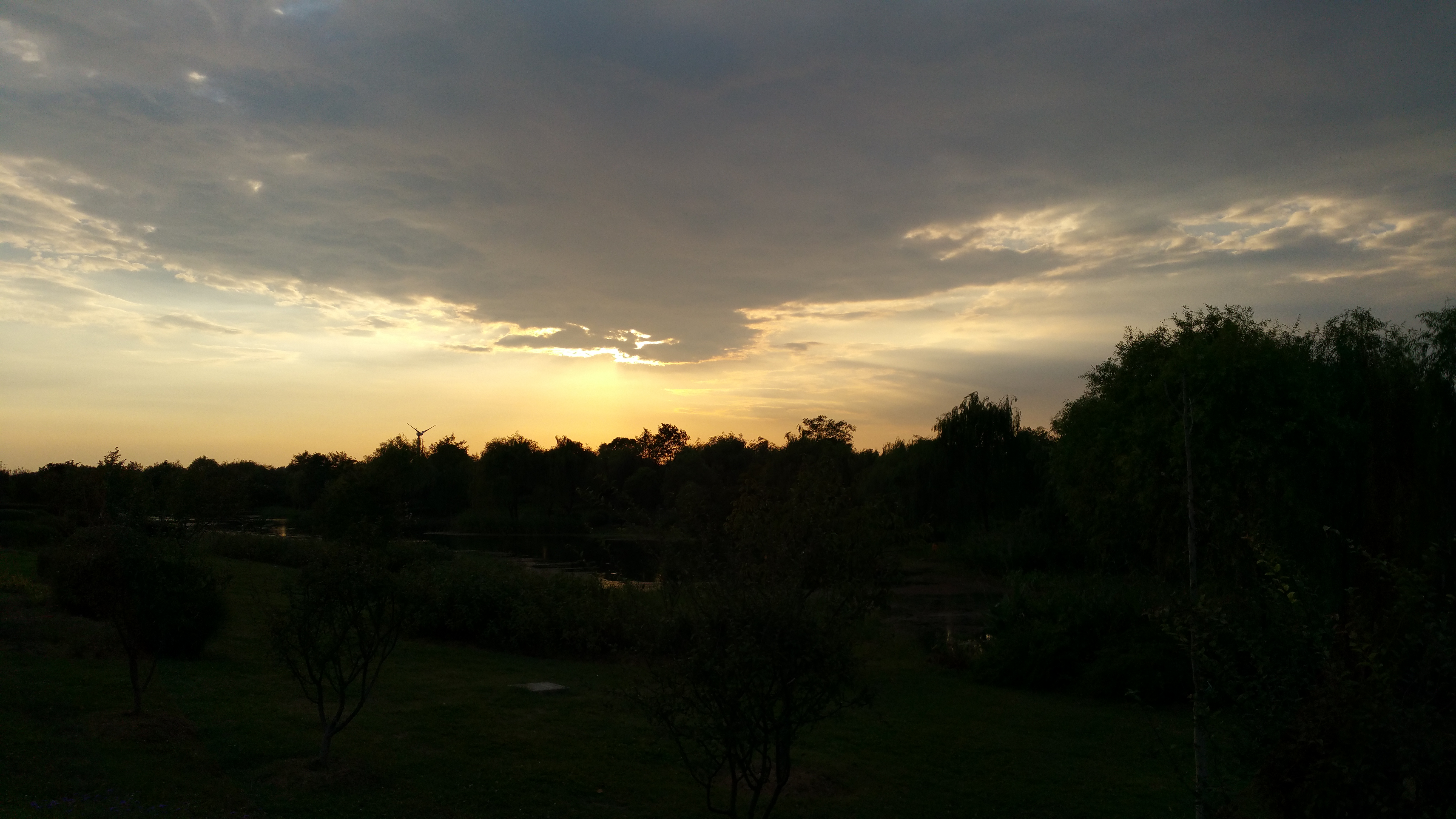
山林风景
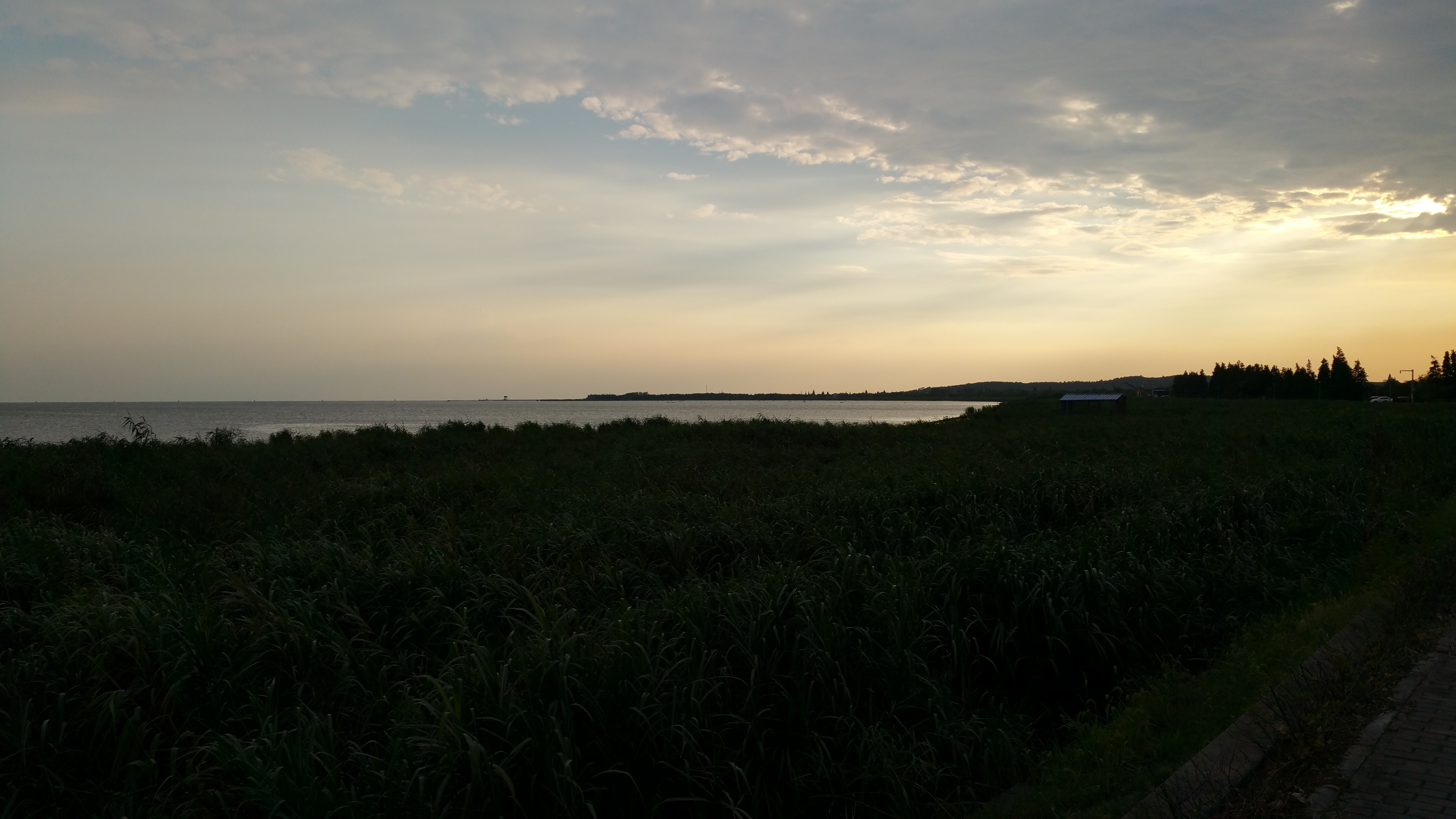
从山上俯瞰太湖
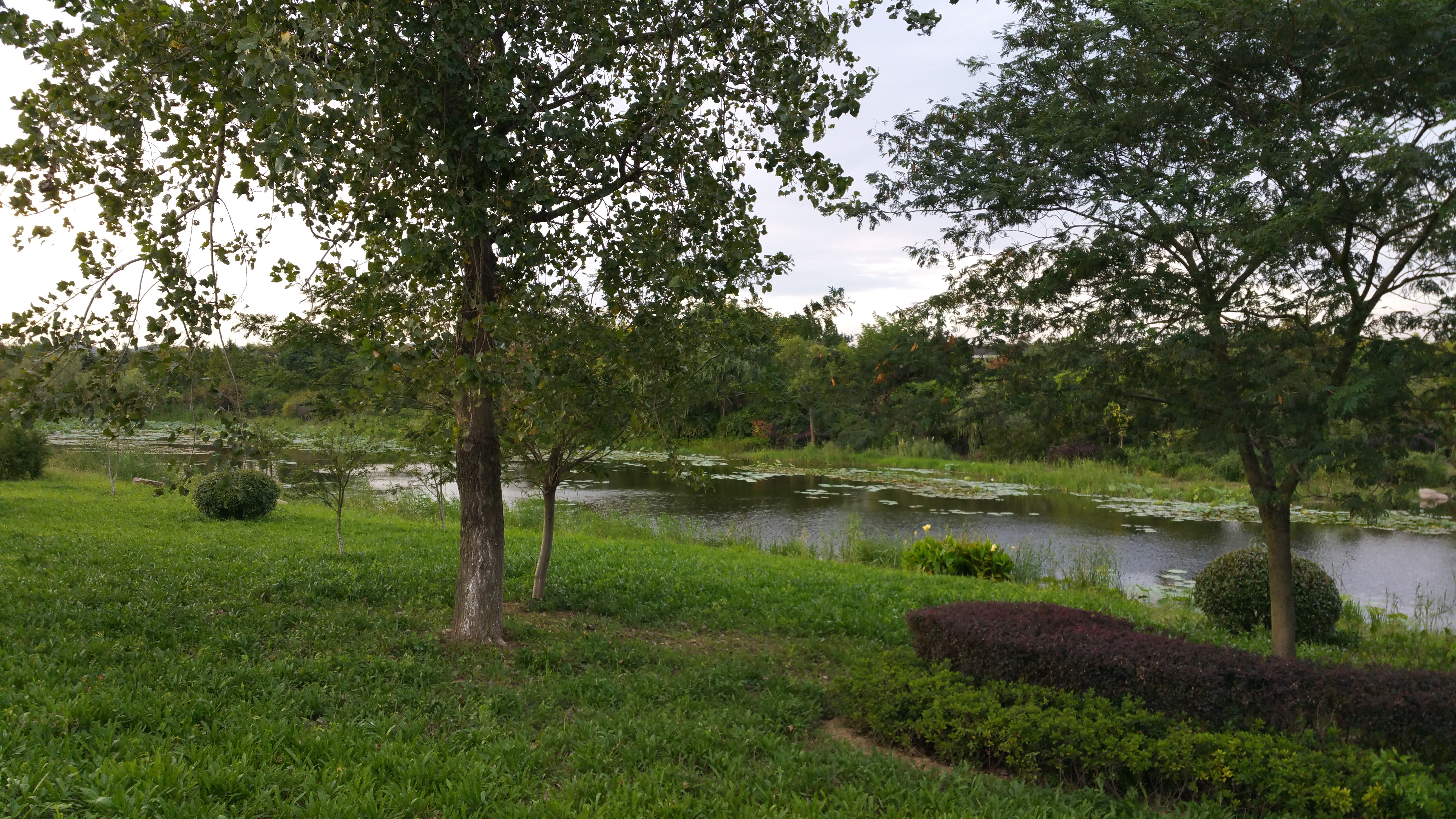
山林中的湖景
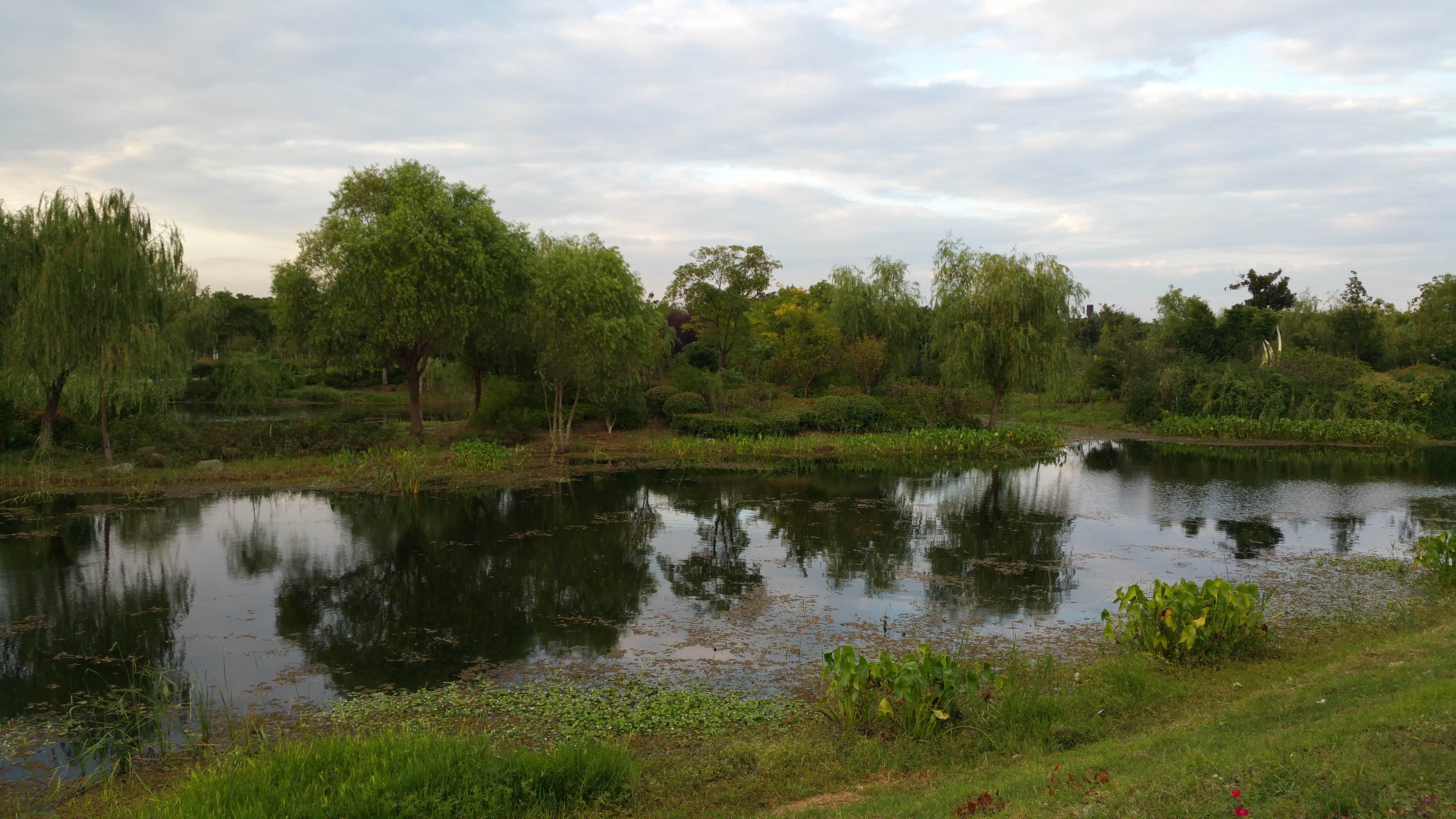
山林中的湖景
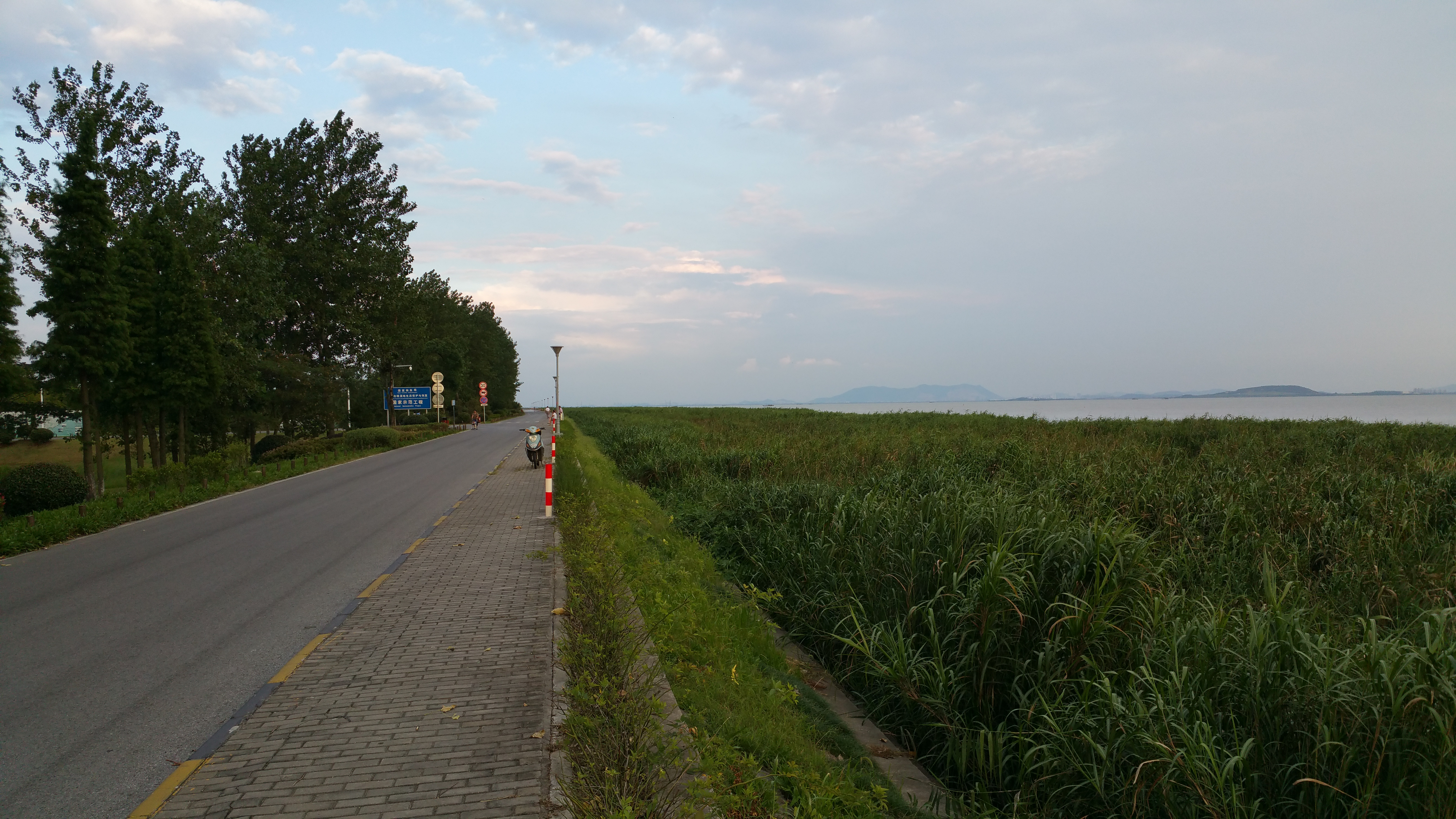
在太湖大堤上，左侧为小竹山右侧为太湖